# 貴陽府

贵阳府在贵州省的位置（1820年）

貴陽府，明朝时设置的府。民国初年，全国废府，故废。
隆慶三年（1569年）三月，改新遷程番府為貴陽府。貴陽以位於貴山之陽得名。萬曆十四年（1586年）二月，以貴竹長官司及龍里衛所屬平伐長官司地置新貴縣，附郭，隸於貴陽府；並於程番司地置定番州，隸貴陽府。二十九年（1601年），升貴陽府為貴陽軍民府。三十六年（1608年），析新貴縣及定番州地置貴定縣，仍隸貴陽軍民府。四十年（1612年），以金竹安撫司地置廣順州，隸貴陽軍民府。崇禎四年（1631年），以貴州宣慰使司同知宋氏親領洪邊十二馬頭地置開州，隸貴陽軍民府；並以安氏水外六目之地置敷勇、鎮西二衛及修文、息烽等八個千戶所。明末，貴陽軍民府轄新貴縣、貴定縣、開州、廣順州、定番州，親領中曹、白納、養龍坑、虎墜四個長官司。
清順治十六年（1659年），設貴州巡撫，駐貴陽軍民府。康熙五年（1666年），移雲貴總督駐貴陽軍民府。十年（1671年），改龍里衛為龍里縣，轄兩個長官司，隸貴陽軍民府。二十六年（1687年）改貴陽軍民府為貴陽府；裁撤衛所，以貴州衛、貴州前衛地置貴筑縣，以敷勇衛及修文、濯靈、息烽、于襄4所地置修文縣，裁威清衛、鎮西衛和兩個千戶所設清鎮縣，裁新添衛入貴定縣；貴筑、修文兩縣皆隸貴陽府。三十四年（1695年），省新貴縣入貴筑縣。雍正四年（1726年），割廣順、定番兩州一部及歸化地置長寨廳，移貴陽府同知駐其地。八年（1730年）裁虎墜長官司。乾隆中，貴陽府領貴筑縣、貴定縣、龍里縣、修文縣、開州、定番州、廣順州、長寨廳，親領八堡六土司。光緒七年（1881年），以羅斛州判地置羅斛廳，移貴陽府長寨同知駐其地；又降長寨廳為長寨鎮，併入定番州。
清代的貴陽府，評價：衝，繁，難。巡撫、布政使、提學使、按察使、糧儲道同駐。光緒三十四年（1908年）裁糧儲道，設巡警道、勸業道。宣統元年（1909年），改按察使為提法使。順治初，因明為軍民府，領州三，縣一。康熙十一年，增置龍里縣。二十六年，裁「軍民」字，增置貴筑縣、修文縣二縣，又改平越府之貴定縣來隸。三十四年，省新貴縣入貴筑縣。雍正四年，置長寨廳。光緒七年，以羅斛州判地置廳，移長寨同知駐，降長寨為鎮，併入定番州。領廳一，州三，縣四：
- 貴筑縣、修文縣、貴定縣、龍里縣
- 開州、定番州、廣順州
- 羅斛廳

## 延伸阅读
[在维基数据编辑]
 《欽定古今圖書集成·方輿彙編·職方典·貴陽府部》，出自陈梦雷《古今圖書集成》